# القراءات الشاذة الواردة عن القراء العشرة
القراءات الشاذة الواردة عن القراء العشرة هي القراءات التي وردت بالنقل الصحيح عن أحد القراءات العشر الذين رووا قراءات القرآن المتواترة، والمتمثلة بالقراءات العشر، ولم تخالف رسم المصحف.

## أول من جمعها في معجم
لم يسبق أن جمعت هذه القراءات مرتبة على سور القرآن الكريم في مصنف واحد متكامل إلا مؤخرا حيث عملت فيها دراسة موسوعية تضمنت جمعها من مضانها وتصنيفها حسب سور القرآن الكريم في معجم القراءات الشاذة الواردة عن القراء العشرة فكان أول من جمعها مجتبى محمود الكناني.
ومجموع هذه القراءات الشاذة عن القراء العشرة في المعجم 1458 قراءة.

## حكمها
لهذا النوع من القراءات الشاذة حكم خاص تتميز به عن الشواذ الأخرى، فبينت الدراسة أنها قراءات ثابتة عن النبي صلى الله عليه وسلم فهي من الوحي لذلك اختصت باحكام خاصة في التفسير والفقه واللغة.